# Conselho de Direitos Humanos (Rio de Janeiro)

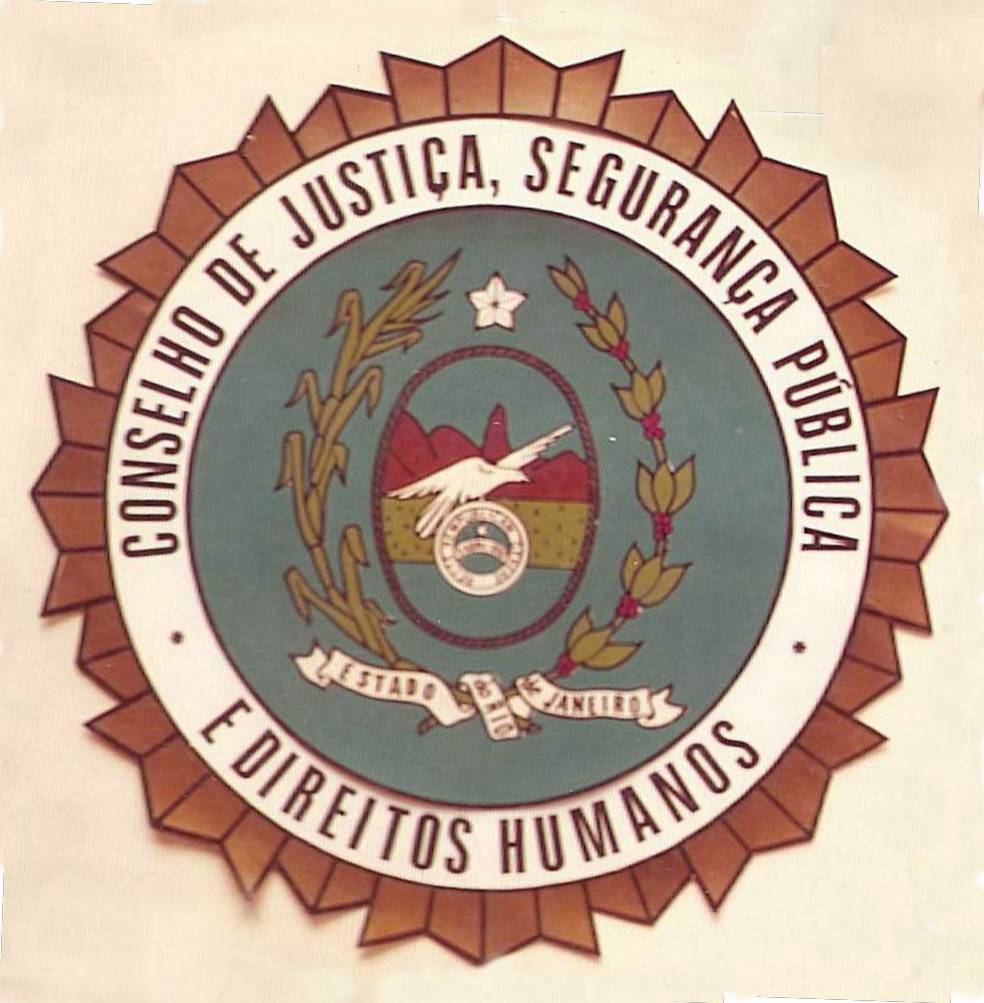
Distintivo do Conselho

O Conselho de Direitos Humanos  do Estado do Rio de Janeiro, foi criado em 13 de abril de 1983, pelo Decreto nº 6.635, por deliberação do Governador Leonel Brizola, para promover no âmbito da administração estadual, com repercussão em toda a sociedade, o respeito aos direitos fundamentais da pessoa humana e do cidadão, revertendo ideias e práticas vigentes durante o longo período de arbítrio do Golpe de Estado de 64.
Com o nome oficial de Conselho de Justiça, Segurança Pública e Direitos Humanos, era presidido pelo Governador do Estado e contava dentre os seus membros com as figuras mais representativas do serviço público estadual e dos diversos segmentos sociais fluminenses. Foi instalado em 29 de setembro de 1983, em reunião solene no Salão Verde do Palácio Guanabara, sede do governo do Rio de Janeiro
Incluíam-se dentre as suas atribuições, discutir e propor a política do Governo do Estado para os assuntos da ordem pública e das garantias individuais e coletivas e assistir o Governador no desempenho de suas responsabilidades em tais matérias, de conformidade com a Constituição e as leis.

## Estrutura do conselho

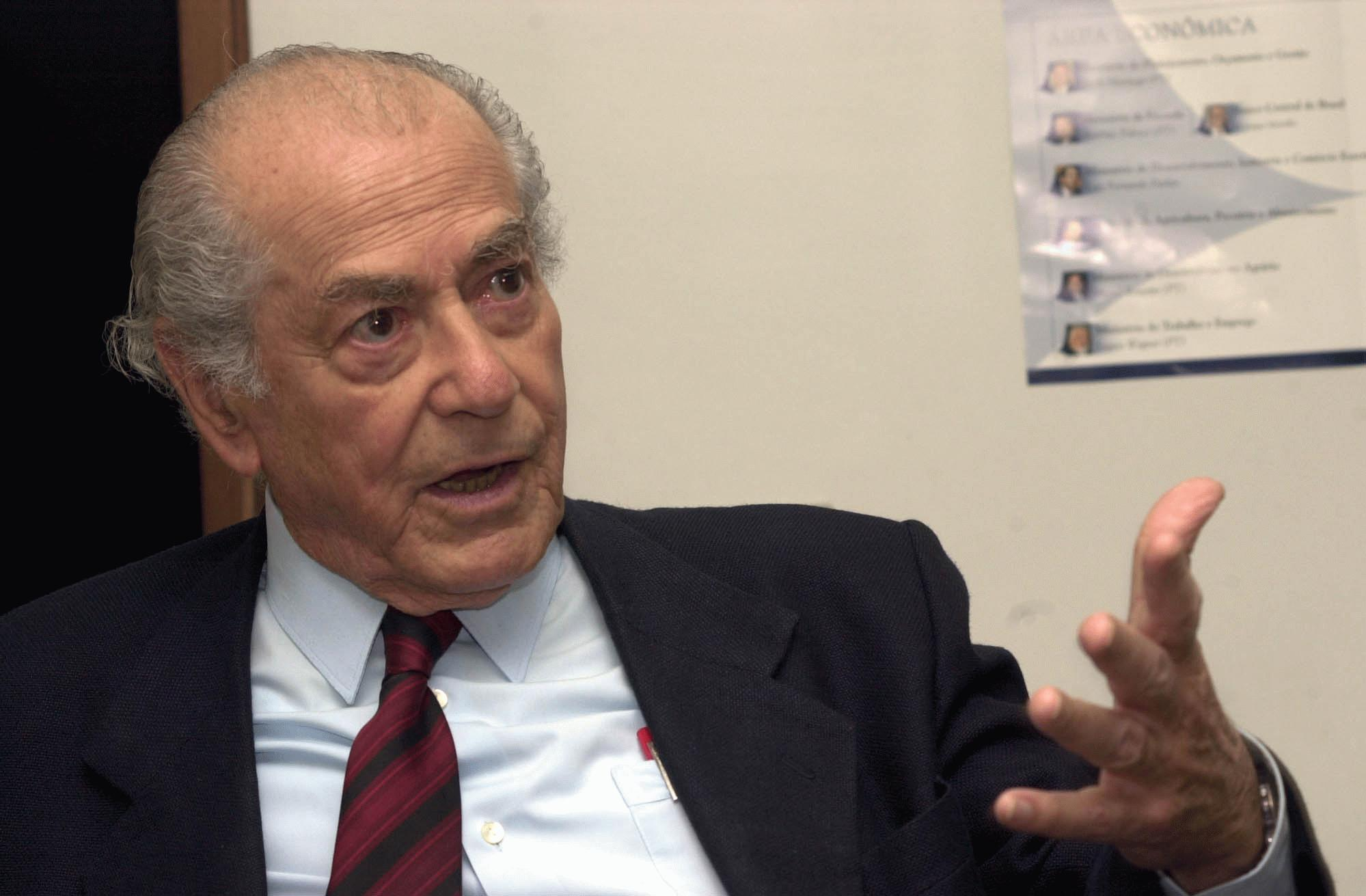
Leonel Brizola, idealizador do Conselho de Direitos Humanos

- Plenário
- Presidência
- Vice-presidência
- Secretaria do Conselho

Assessoria-Especial
- Comissões

Comissão de Defesa da Liberdade Individual e de Pensamento
Comissão de Estudo e Proteção aos Direitos da Comunidade e Sociais
Comissão de Estudo e Proteção ao Direito de Moradia, Uso do Solo e Meio Ambiente
Comissão de Defesa ao Direito à Educação e Ensino e de Amparo à Cultura e ao Menor
Comissão de Defesa da Sociedade contra o Crime e a Violência
Comissão de Defesa dos Direitos da Mulher, do Negro e das Minorias Sociais.

## Primeiros membros do conselho
Leonel Brizola, Vivaldo Vieira Barbosa, Darcy Ribeiro, Marcelo Alencar, Cibilis da Rocha Viana, Arnaldo de Poli Campana, Carlos Magno Nazareth Cerqueira, Neylson Bouças, José Halfed Filho, Nicanor Medici Fischer, Eduardo Seabra Fagundes, Dácio Costa Guerra, João Salim Miguel, Avelino Gomes Moreira Neto, Helio Saboya, Antonio Modesto da Silveira, Marina Bandeira, Arthur João Donato, Ruy Barreto, Breno Coutinho Braz, Francisco Dal Para, Eraldo Lírio de Azevedo, Laureano Alves Batista, Jô Antonio Rezende, Otávio dos Santos Leite, Diva Mucio Teixeira, Sebastião Rodrigues Alves, Roberto Marinho, Manoel Francisco Nascimento Brito, Autregésilo de Athayde, Benedita da Silva, Cândido Mendes, Edialeda Salgado Nascimento e Evandro Lins e Silva.

### Assessoria especial
Cyro Advincula da Silva, José Carlos Tórtima, Elso Vaz e Sergio Veridiano Arôuca.
A Assessoria Especial, na qualidade de Secretaria Geral do Conselho, foi o primeiro órgão público brasileiro a colher depoimentos das vítimas da repressão política durante a ditadura, em colaboração com a Comissão Especial do Conselho para o Grupo "Tortura Nunca Mais".

## Resultados
O Conselho constituído por cidadãos oriundos dos mais diversos segmentos da Sociedade, que se uniram em torno de princípios, independentemente de suas convicções pessoais e políticas, alcançou significativos resultados ao cabo de mais de três anos de trabalho, medidos pela repercussão nacional e internacional de suas atividades, propugnando pelo respeito aos Direitos Humanos, como missão da maior relevância no âmbito social.
No triênio 1984-1986, o Conselho realizou trinta e quatro sessões ordinárias e uma extraordinária, examinando 2.221 denúncias e gerando 3.087 documentos.